# Alessandro Ballan

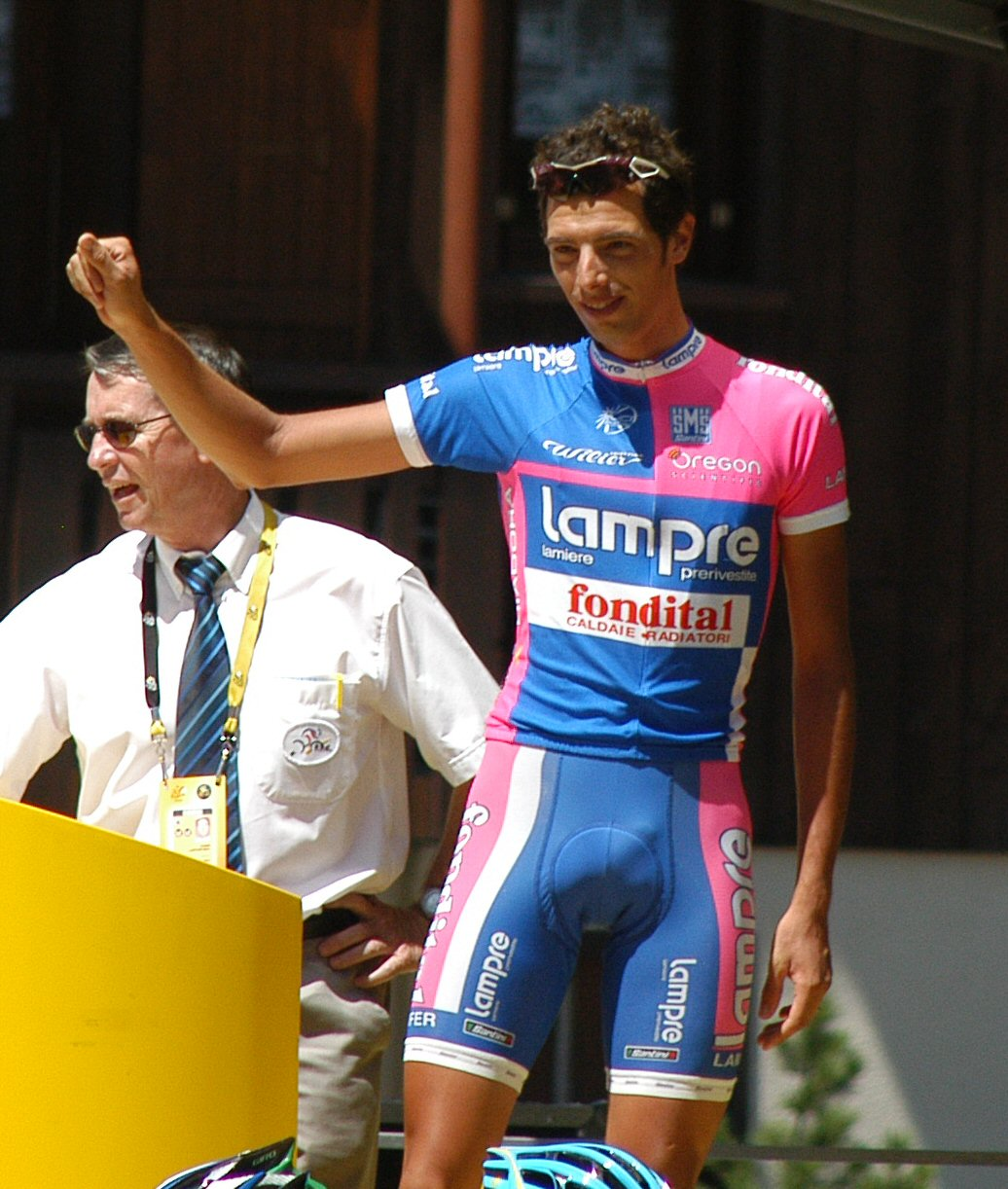
Alessandro Ballan bei der Tour de France 2007

Alessandro Ballan (* 6. November 1979 in Castelfranco Veneto) ist ein ehemaliger italienischer Radrennfahrer.

## Karriere
Ballan wurde 2004 erst im Alter von 24 Jahren Profi beim Radsportteam Lampre. In der Saison 2005 erzielte er erste individuelle Erfolge und konnte eine Etappe bei den Drei Tagen von De Panne und eine bei der Eneco Tour für sich entscheiden. Beim Kopfsteinpflasterrennen Flandern-Rundfahrt erreichte er mit einem sechsten Platz seine erste vordere Platzierung bei einem Klassiker. Zu Beginn der Saison 2006 gewann er sein erstes internationales Eintagesrennen, die Trofeo Laigueglia. Im Frühjahr 2007 konnte Ballan mit den Drei Tagen von De Panne das erste Etappenrennen für sich entscheiden. Später gewann er seinen ersten Klassiker, die Flandern-Rundfahrt. Nach diesem Sieg, gelang mit dem Erfolg bei den Vattenfall Cyclassics ein weiterer Sieg bei einem ProTour-Rennen. 2008 konnte er bei Paris–Roubaix den dritten Platz, sowie einen Etappensieg bei der Vuelta a España einfahren. Im italienischen Varese gelang ihm der größte Erfolg seiner Karriere, und er wurde Straßenrad-Weltmeister. 2009 konnte er mit der Polen-Rundfahrt seinen ersten Rundfahrt-Erfolg auf Pro-Tour-Ebene feiern. Im Jahr 2012 den Giro di Toscana für sich entscheiden und siegte zudem bei einer Etappe der Eneco Tour.
Während eines Trainingslagers in Spanien am 20. Dezember 2012 stürzte Ballan schwer. Er brach sich den Oberschenkel und mehrere Rippen. Eine Rippe durchbohrte seine Lunge. Er zog sich zudem schwere innere Verletzungen zu, musste mehrfach operiert werden und lag einige Tage im künstlichen Koma. Ballan musste außerdem die Milz entfernt werden, eine Entnahme der Niere konnte abgewendet werden. Am 28. Dezember konnte er die Intensivstation verlassen. Ballan fiel damit für die gesamte Saison 2013 aus.
Nachdem im April 2011 die Staatsanwaltschaft von Mantua angekündigt hatte, Ballan wegen des Vorwurfs einer Eigenbluttransfusion im Jahr 2009 anzuklagen, wurde er im Januar 2014 vom Italienischen Olympischen Komitees CONI für zwei Jahre bis zum 16. Januar 2016 gesperrt. Ballans verteidigte sich, er habe aufgrund einer Toxoplasmoseerkrankung und einer sich hieraus ergebenden Hepatitis eine Ozontherapie vorgenommen, um diese Infektionskrankheit zu bekämpfen. Ballan wurde von seiner Mannschaft, dem BMC Racing Team, nach Bekanntwerden des Urteils mit sofortiger Wirkung entlassen. Im Februar 2015 reduzierte der Court of Arbitration for Sport die Sperre um fünf Monate, so dass Ballans Sperre am 17. August 2015 auslief. Strafrechtliche Ermittlungen gegen Ballan wurden im Dezember 2015 fallen gelassen.

## Erfolge
2005
- eine Etappe Eneco Tour

2006
- Trofeo Laigueglia

2007
- Drei Tage von De Panne
- Flandern-Rundfahrt
- Vattenfall Cyclassics

2008
- eine Etappe Vuelta a España
- Weltmeister – Straßenrennen

2009
- Gesamtwertung und eine Etappe Polen-Rundfahrt

2012
- Mannschaftszeitfahren Giro del Trentino
- Giro di Toscana
- eine Etappe Eneco Tour
- Weltmeisterschaft – Mannschaftszeitfahren

## Teams
- 2004 Lampre
- 2005 Lampre-Caffita
- 2006 Lampre-Fondital
- 2007 Lampre-Fondital
- 2008 Lampre
- 2009 Lampre-N.G.C.
- 2010 BMC Racing Team
- 2011 BMC Racing Team
- 2012 BMC Racing Team
- 2013 BMC Racing Team
- 2014 BMC Racing Team (bis 17. Januar 2014)